# Давыденко, Александра Сергеевна
Александра Сергеевна Глебова (Давыденко) (1912 — ?) — виноградарь, Герой Социалистического Труда (1949).

## Биография
Образование начальное.
С 1930 г. колхозница колхоза «Вперед» Кизлярского района Грозненской области.
С 1946 г. звеньевая виноградарского звена.
В 1948 г. получила урожай винограда 170,1 ц с гектара на площади 3,2 га.
Указом Президиума Верховного Совета СССР от 17.09.1949 удостоена звания Героя Социалистического Труда (на момент награждения носила фамилию Давыденко).